# حمید امینی‌خواه
حمید امینی‌خواه (زاده ۲۱ آذر ۱۳۲۱) بازیکن فوتبال اهل ایران بود. وی سابقه بازی در تیم‌هایی همچون دارایی و عقاب تهران را در کارنامه دارد.